# 아타미정 (후쿠시마현)
아타미정(熱海町)은 후쿠시마현 아다치군·아사카군에 설치되었던 정이다. 1965년 5월 1일 고리야마시와 아사카군 모든 정·촌(아사카정·미호타촌·오세촌·가타히라촌·기쿠타촌·히와다정·후쿠야마정·고난촌·아타미정), 다무라군의 다무라정이 합병, 고리야마시가 새롭게 설치되고 폐지되었다.

## 역사
- 1889년 4월 1일 - 정촌제 시행에 따라 아다치군 다카가와촌(高川村)이 발족.

- 1940년 4월 1일 - 아다치군 다카가와촌이 정제 시행과 개칭으로 아타미정(熱海町)이 됨.
- 1954년
  - 2월 1일 - 아다치군에서 아사카군으로 소속을 변경.
  - 9월 1일 - 아타미정과 마루모리촌이 합병하여 아타미정이 발족.
- 1965년 5월 1일 - 고리야마시가 아타미정 등과 신설합병으로 새로이 고리야마시가 됨. 아타미정은 폐지됨